# Saint-Clément-des-Levées
Saint-Clément-des-Levées är en kommun i departementet Maine-et-Loire i regionen Pays de la Loire i nordvästra Frankrike. Kommunen ligger i kantonen Saumur-Nord som tillhör arrondissementet Saumur. År 2022 hade Saint-Clément-des-Levées 1 127 invånare.

## Befolkningsutveckling
Antalet invånare i kommunen Saint-Clément-des-Levées
| Referens: INSEE |